# Serene Velocity (A Stereolab Anthology)
Serene Velocity es un álbum recopilatorio de la banda inglesa de post-rock Stereolab, editado en el año 2006. Este lanzamiento se concentra en el material que el grupo editó con Elektra Records.

## Lista de temas
1. "Jenny Ondioline, Pt. 1" [7 Version] – 3:42
2. "Crest" – 6:07
3. "French Disko" – 3:33
4. "Ping Pong" – 3:02
5. "Wow and Flutter" [7 Version] – 3:02
6. "Cybele's Reverie" – 4:42
7. "Metronomic Underground" – 7:52
8. "Percolator" – 4:15
9. "Brakhage" – 5:29
10. "Miss Modular" – 4:13
11. "Infinity Girl" – 3:55
12. "Come and Play in the Milky Night" – 4:38
13. "Space Moth" – 7:34
14. "Double Rocker" – 5:32
15. "Vonal Declosion" – 3:27
16. "...Sudden Stars" – 4:41